# Lisa Halliday

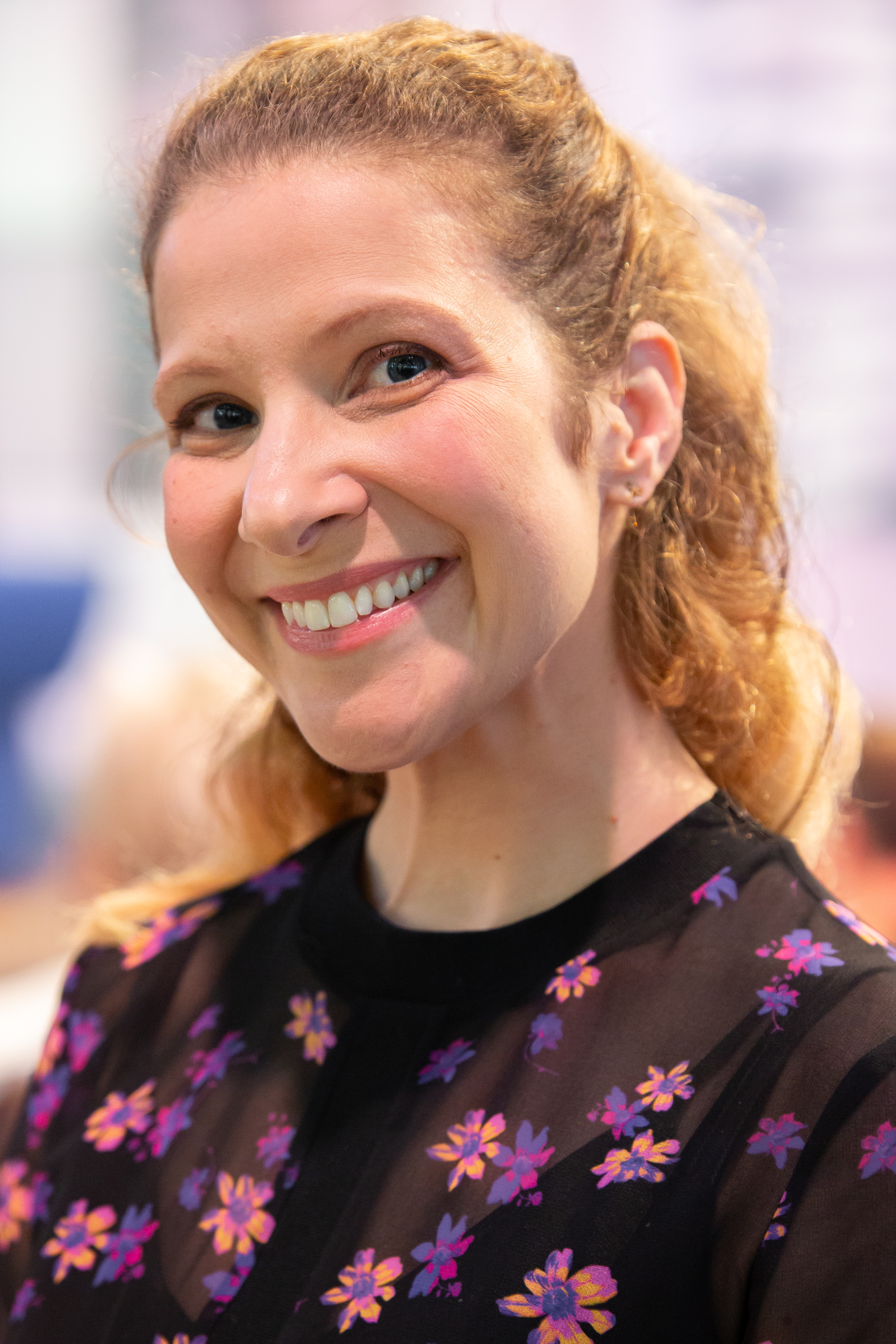
Lisa Halliday

Lisa Halliday (* 1977) ist eine US-amerikanische Schriftstellerin. Sie lebt in Mailand.

## Leben
Lisa Halliday wuchs in Medfield (Massachusetts) als Kind einer Arbeiterfamilie auf. Ihre „Urgroßeltern stammen aus Italien, aus einem sehr kleinen Dorf in Kampanien“. Sie studierte in Harvard und lebte später in New York und London. 2011 zog sie mit ihrem Mann Theo, einem Engländer, nach Mailand, wo sie zunächst als freie Lektorin und Übersetzerin tätig war. Sie hat eine Tochter, die 2017 geboren ist.
Ihre Beziehung zu Philip Roth verarbeitete sie in ihrem Debütroman Asymmetrie. Roth war sie während ihrer Tätigkeit für die Literaturagentur Wylie Agency in New York begegnet.

## Werke (Auswahl)

### „Asymmetry“
Asymmetrie ist Lisa Hallidays erster Roman, für den sie im Jahr 2017 einen Whiting Award in der Kategorie Fiction erhielt. Der Roman findet sich auch auf der Liste der Werke auf der SWR-Bestenliste. Die englische Originalausgabe wurde im Februar 2018 bei Simon & Schuster veröffentlicht. Die deutsche Übersetzung erschien im Carl Hanser Verlag.
Der Roman beinhaltet zwei Geschichten: Der erste Teil des Romans erzählt die Liebesgeschichte der jungen Alice und des älteren Literaten und Nobelpreiskandidaten Ezra Blazer. Der zweite Teil schildert die kafkaeske Verhörsituation, in der sich Amar, ein US-irakischer Doktorand, am Londoner Flughafen wiederfindet.
Die Asymmetrie des Titels lässt sich sowohl in inhaltlichen als auch formalen Aspekten entdecken:
„Auf eine weibliche Geschichte in der dritten Person folgt eine männliche in der ersten. Auf eine leichte und in kühnen Zeitsprüngen geordnete Serie impressionistischer Momentaufnahmen folgen in ganz anderer Satzmelodie melancholische autobiografische Reflexionen eines zwischen den USA und dem Irak Zerrissenen.“

## Publikationen
- Stump Louie. In: The Paris Review, Ausgabe 174, Sommer 2005. online
- Asymmetry. 2018.
  - Asymmetrie. dt. von Stefanie Jacobs. Hanser, München 2018, ISBN 978-3-446-26001-6.